# District de Yushui
Pour les articles homonymes, voir Yushui (homonymie).
Le district de Yushui (chinois : 渝水区 ; pinyin : yúshuǐ qū) est une subdivision administrative de la province du Jiangxi en Chine. Il est placé sous la juridiction de la ville-préfecture de Xinyu.